# テレビ映画
テレビ映画（テレビえいが）は、一般の映画のようにフィルム（現在はビデオが主）で撮影され、最初に映画館で上映される映画ではなく、テレビ番組のドラマとして放送されるために製作される映像作品をいう。

## 概略

### テレビ映画と劇場用映画
広義でいえば、劇場で上映されることを目的とした映画ではなく、テレビでの放送を目的としてフィルム撮影した映画をさす。
しかし、アメリカでは必ずしも劇場用とテレビ用とで区別されるほど当初から厳密なものではなかった。また劇場用は35ミリフィルムでテレビは16ミリフィルムを用いて撮影されている訳ではなく、アメリカ合衆国では最初から35mmで撮影されている。テレビ創成期には劇場用映画で製作されたものを、テレビ用に再編集して放映する例があった。また20世紀FOXは過去の名作の原板フィルムを一部利用して新しい出演者でテレビ用に再製作した映画を放映している。
そして、1964年にテレビジョン・ムービー（TVムービー）の出現でテレビと映画とをリンクさせる考え方が増え、日本ではTVムービーは実現しなかったが、やがてテレビ局と映画会社との提携からビデオレンタル、出版社をも含めてメディアミックスとして売り出す考え方が多くなり、テレビと映画との垣根は初期から比べると格段に低いものとなった。しかしテレビ創成期はテレビ局と映画会社は互いに争う時期があった。

### テレビ映画とテレビジョン・ムービー
今日、2時間枠などで単発で放送されるTVムービー（テレビジョン・ムービーまたはテレフィーチャー）がテレビ映画とされている。「テレフィーチャー」と呼び名は、テレビ朝日外画部時代の高橋浩が命名したもので、当時アメリカではテレビ映画は「Made for TV movies」と表現していたという。しかし、少なくとも1990年代までは毎週同じ配役で放送される映画がテレビ映画であった。現在ではTVシリーズ、TVミニシリーズ、TVムービーとして分類されているが、かつては毎週同じ顔ぶれ、同じシチュエーションで放映されるTVシリーズとTVミニシリーズをテレビ映画と言い、TVムービーはもともとテレビ放映の後に劇場公開を前提として製作されたもので、これをテレビ映画とは呼ばず、「テレビ劇映画」と呼んだ時期もあったが一般化せず、そのまま「テレビジョン・ムービー」と呼ばれていたものである。現在はこれを「テレビ映画」といい、かつては「連続テレビ映画」であり、あるいは「外国製テレビ映画」であったものは現在「テレビシリーズ」となった。

### テレビ映画とテレビドラマ
またかつてはテレビ映画とテレビドラマとは別とする考え方があった。テレビが誕生してからしばらくの間は、スタジオでテレビカメラで撮影してそのまま生中継で放送するか、VTR（主に2インチVTRを使用）やキネコでの収録により後日に番組として放送されるドラマはテレビドラマと呼ばれ、テレビで放送されることを前提にフィルムカメラで撮影されたドラマをテレビ映画と呼ばれた。
もっとも、1960年代末までは、スタジオドラマではあるが、屋外及び野外でのシーンをフィルム撮影してそのまま放送するケースも少なくはなく、同じドラマでスタジオカメラで撮った映像とフィルムで撮った映像とが混在することは日本では決して珍しくはなかった。その後、1970年代後半に入って、ビデオ撮影のハンディカメラが広く運用されて屋外ロケーションもテレビカメラでの放送が可能となったことから、日本ではスタジオカメラとビデオカメラで全て撮影したドラマが増えて、フィルムでの撮影は激減した。現在ではテレビ映画の製作がほぼ無い状態で、テレビドラマの概念にテレビ映画が含まれている。しかしアメリカではまだテレビ映画は製作されている。ただし「外国製テレビ映画」は現在「海外ドラマ」と呼ばれている。
ここでは、ドラマとして製作されたテレビ映画（今でいうTVシリーズ、TVミニシリーズ）について述べる。またテレビ映画はアメリカからを中心に、その他のイギリスなどの国の作品も初期から入っているが、圧倒的にアメリカからの作品が多いので、ここではアメリカのテレビ事情のみ説明する。

## アメリカでのテレビ映画
1941年にNBCが初の商業放送を開始して以降、まだビデオテープレコーダ（VTR）の無い時代で全てが生放送の時代がしばらく続くが、戦後世相が落ち着いてきた1940年代の終わり頃から、バラエティ番組や音楽番組以外にテレビ映画の製作が本格化した。しかし当時の大手映画会社のテレビに対する評価は低く、所属する俳優をテレビに使うことはなかった。テレビの前で1時間も1時間半もじっと小さいブラウン管を見つめ続けることは無いと考えていたからである。したがって初期のテレビ映画の主演スターは劇場用映画で使われることは無く、また知名度のある俳優がテレビに出てくることは落ち目になったからと揶揄される時期があった。
最初は15分番組での帯番組として、やがて30分番組枠で毎週同じ時間帯・同じチャンネル（same time、same channel）で翌週も続けていく形態が普通となった。これはアメリカでは時差があるためにフィルム撮影した映画なら同じ日に同じ時刻に同じ内容で放送できたからであった。
当初は子ども対象のものが多く、「ローン・レンジャー」「シスコ・キッド」「スーパーマン」などが大手映画会社ではなく独立プロダクションが製作したものが多かった。これらに合わせて戦前に製作された子ども向けのB級映画を再編成した番組も作られた。
そして、1948年にアメリカの連邦最高裁判所の判決で、ハリウッド映画のメジャースタジオが独占禁止法に触れて、制作と興行が切り離されて、それまであったB級映画の製作が出来なくなった頃から、当時のB級専門の製作会社がどっとテレビ映画の製作に乗り出してきた。これらのテレビ映画が西部劇・コメディ・ホームドラマ・私立探偵・刑事物などのジャンルの作品を製作して放送されていった。大半が30分番組の連続物で1時間番組は無く、他に90分番組が作られたが、これは連続物でなく毎回違う内容の単発ものを製作していた。
やがて1950年代半ばになると大手映画会社もテレビ映画に進出してきた。ここから1960年代半ばまでが、アメリカのテレビ映画の黄金時代と言われる時代である。ワーナー、20世紀FOX、コロンビア（製作は当時子会社のスクリーン ジェムズ）、MGMなどが加わった。これには当時劇場用映画が大作主義をとって、1本の超大作に製作費を注ぎ、製作本数の激減という状況になって余剰の人員をテレビへ投入せざるを得ない内情もあった。しかし、この頃からテレビ映画で育った監督や俳優がその後60年代に入ってから映画の世界で大活躍して有名監督や大スターになっていった。
そして30分番組がやがて60分番組に拡大して、番組も内容が求められるようになった時に、1961年5月に当時ケネディ政権発足と同時に連邦通信委員会委員長に就任したニュートン・ミノーが「アメリカのテレビは一望の荒野である」と発言して当時の3大ネットワークがテレビ映画番組の再検討を迫られる事態となった。その影響で西部劇が下火となり、医者・弁護士物・戦争アクション・宇宙ファンタジーなどのジャンルの番組を並べたが次第に人気を落としていった。
ここで一つの問題が起こった。1960年代に入って、高いコストを避けるためヨーロッパなどで製作することが多くなり、ハリウッドの俳優の出演機会が減っていったとともに、テレビ映画が1本の作品で毎週撮影し続けるため、同じレギュラー陣の顔ぶれでストーリーを書き続けていて、マンネリ化と企画難、出演する俳優が限定され、そして製作費の高騰に悩まされていった。これに対する打開策として、テレビ局と映画会社が共同で製作費を出して単発のテレビ映画を2時間番組の中で放映して、毎週違った作品を作り、放送後このフィルムを映画会社が権利を持って国内の二番館への劇場公開して、そして海外への輸出(輸出先での劇場公開が前提)する新しいシステムを作った。これがテレビジョン・ムービー（TVムービー）またはテレフィーチャーと呼ばれ、1964年に第1作としてドン・シーゲル監督の「殺人者たち」が製作された。このTVムービーは1970年代に入ると多数製作されて、スティーヴン・スピルバーグ監督の本格的な商業デビュー作となる「激突!」もテレビ映画として制作された。
毎週同じ顔ぶれの内容で放映されるTVシリーズと、そして毎週でなく一定の期間で放映されるものをTVミニシリーズとして放送されるようになった。やがて一気に放映するスタイルとして1977年秋に天才と呼ばれた編成マンのフレッド・シルバーマンが「ルーツ」を毎日60分ごとに1週間通して放映するケースを編みだした。こうしてTVシリーズ、TVミニシリーズ、TVムービーの形態として、現在もテレビ映画が制作され続けている。

### 配信サービスのオリジナル映画
2010年代以降、Netflixが大量の"オリジナル映画"を配信している。複数エピソードに渡る作品は「TV番組・ドラマ」とされ、1エピソードからなる作品は「映画」とされている。これらの作品はほとんど劇場公開されていないため、映画とはいえ自宅での視聴が主となる。その後、映画配給会社の系列企業でもある同業のDisney+やParamount+も追随してオリジナル映画を公開し、配信と並行して劇場公開するケースも増えており、テレビ映画と劇場版映画の境界はあいまいになりつつある。

### テレビと映画の関係
テレビを取り巻く環境はテレビ映画がお茶の間に入った頃に比べて全く変化した。
テレビが開局された当時は映画館の入りが悪くなるとして、テレビを脅威として見る向きと、テレビを何とか有効に使えないかと模索する向きと、映画がテレビを取り込んでしまうことに警戒する向きがあった。この逆に映画を警戒する考え方は行政の側にあって、前述の独占禁止法で製作と興行部門を切り離すことで映画会社の勢いを削ごうとした政府の意図があったのでテレビに対しても映画会社の影響を排除しょうとした。そのために映画とテレビは対立する時期があったが、やがて有効な使い方として模索するところから、映画界にとってはテレビは自らの映像ソフトの重要な供給先であることに注目した。それはテレビが開始されてすぐに戦前からのB級西部劇のスターであったウイリアム・ボイドがその作品「キャシディ」シリーズを自ら権利を買い取り、戦後にそれらの作品をテレビに供給してシリーズで放送して成功したこともあった。その後はB級映画を作り直したり子ども向けの番組であったりしたが、やがて大人向けの作品を大手映画会社が製作するようになってから、今度はテレビでヒットした作品を再編集して劇場用映画にし直すことも行い、やがてTVムービーで映画会社はテレビという媒体を使って複合メディアに同時に対処する新しいビジネス戦術を磨いていった。
そして映画の前宣伝をテレビで周到に大規模に行い、映画館での上映の後にはテレビで放映し、2次的や3次的使用を視野に多角的戦略を立て、TVムービーもテレビで放映された後に、すぐに二番館での公開上映や海外での初公開や販売も戦略の中で行うことになった。これは製作した映画がテレビ用でも劇場用でもすでに同じ映像ソフトであることを示している。

## 日本でのテレビ映画
日本でのテレビ草創期は、古い劇場用映画の放映以外は、生中継だけであったので劇場中継であったり、スポーツで野球・相撲中継をしていた。スタジオドラマも早い時期から生放送を行い、単発ドラマを別として、連続ドラマとして最初のものは1955年4月のKRT（ラジオ東京テレビ）の開局と同時に始まった『日真名氏飛び出す』であり、同じKRTが翌1956年にアメリカから最初のテレビ映画として『カウボーイGメン』が放映された。そして同年11月1日からKRTで『スーパーマン』（実写ドラマ版）、日本テレビが同年11月12日から『名犬リンチンチン』を、NHKが同年10月10日から『ハイウェイ・パトロール』を放送開始して、西部劇や刑事物が多かった。テレビ局が自らテレビドラマを製作するよりも、3分の1から4分の1の予算で済む安上がりで出来のいいアメリカのテレビ映画が重宝されたのである。
これには何よりも開局当時のテレビ局に製作能力のなかったこと、テレビドラマを作れるプロダクションがなかったという事情があった。そしてもう一つの理由はアメリカと同じく大手映画会社がテレビに脅威を感じて五社協定を結び、自社に所属するスターをテレビに出演させない、各社の劇映画をテレビに売らないことを決めたことであった。
そして1958年に、民間放送テレビ局の免許が下りて開局の予定が相次ぐ中で、自主製作でテレビ映画を作ろうという機運はあった。日本初のテレビ映画はKRT（現・TBS）の子会社の東京テレビ映画株式会社が製作した10分の帯番組『ぽんぽこ物語』で、1957年11月11日から放送開始され、その次に1958年2月24日から放送されたのが15分の帯番組『月光仮面』である。『月光仮面』は広告代理店の宣弘社が自社製作した低予算番組であったが大ヒットし、これが後に続く子供向けヒーロー番組の嚆矢となった。
しかし当時はアメリカから輸入されたテレビ映画が主流で、この動きは1962年頃まで続き、それまでは、放送初期のアメリカと同じように子ども向けの製作が日本では主流となった。そうした状況で1959年に東宝・大映・松竹が資本参加したフジテレビと東映グループとして設立した日本教育テレビ（NET、現・テレビ朝日）の2局が新たに開局。
東映は1958年に東映テレビ・プロダクションを発足させて、NETでの放映目的で『風小僧』『七色仮面』などを製作して、さらに放送終了後に再編集して、映画館で上映した。これは10年後にアメリカで誕生したTVムービーを日本が先駆けていたことになる。その後1961年10月に『特別機動捜査隊』で日本初の1時間番組のテレビ映画を作り、東映グループ時代はNETの独占供給だったが、1966年に朝日新聞社が東映の有するNET株の大半を取得したのと同時に東映グループから離脱したのと同時に東映グループが制作するテレビ映画は、1975年3月30日まで系列局だった毎日放送や、入れ替わりに入った朝日放送テレビといった系列局も含めた民放他局への供給を解禁された。その後も『仮面ライダーシリーズ』『スーパー戦隊シリーズ』などの子供向け特撮ヒーロー作品、『銭形平次』『暴れん坊将軍』などの時代劇、『Gメン'75』『特捜最前線』などの刑事ドラマなどを製作していった。
大映はテレビ制作室を1958年10月に設立して「大映テレビ室」と表示され、フジテレビやTBS向けを中心に制作された。最初は『少年ジェット』『海底人8823』などの子ども向け番組を作り、やがて戦争ドラマ『人間の条件』やサスペンス物の『ザ・ガードマン』を製作している。1971年に法人から「大映テレビ」として独立後、1990年代にフィルム撮影から撤退した。また大映本体も1974年に徳間書店傘下とした二代目法人を設立した後、大映テレビとは別に日本テレビ向けを中心としたテレビドラマ制作を開始した。
1958年をピークに日本映画が急速に斜陽化して製作本数が激減すると、劇場用映画を撮影できなくなった映画監督がやがてテレビに進出して、さらには市川崑、吉村公三郎、山本薩夫といった有名な映画監督がテレビ映画を手がけることも増えていった。しかし今度はテレビ局内部から批判が出て、それからは進まなかった。
1962年頃からアメリカのテレビ映画の需要が増大して、テレビ映画の不足と高騰と招いてしまう。こうした事情から、日本のテレビ局はフィルム撮影の自社製作のテレビドラマを量産させ、プロダクションへの 下請け発注による日本国産のテレビ映画が隆盛していくことになる。この頃になると、NHKは土曜日夜8時から「テレビ指定席」という番組で毎回違う内容のテレビ映画を放映して、TBSも「日曜劇場」で単発のドラマをフィルム撮影で行っていた。
他の映画会社もテレビ時代に対応すべく、東宝は1959年2月にテレビ部を、3月には松竹がテレビ製作専門委員会を設けた。新東宝は1960年に倒産し、制作部門を母体として、1961年にテレビ映画制作を専門とする国際放映が設立された。一方、テレビ局側でもTBSがテレビ局が主導してテレビ映画を製作するために、映画制作課を1963年に設立した。1966年の『ウルトラQ』をはじめとした、東宝で特撮を担当していた円谷英二率いる円谷プロダクションによる特撮テレビ映画や松竹の時代劇にTBSのディレクターを出向させるなどしている。日本テレビも自社のドラマ制作部とは別に、テレビ映画をプロデュースする映画制作部という部署が作られていた。
日本のテレビ映画では主に16mmフィルムが用いられた。これは、テレビよりさらに画質の高さが求められる35mmフィルムを用いた映画館などの劇場公開を想定して製作されたものではないのと、35mmフィルムに比べて格段に廉価で製作できるからである。これらテレビ映画は初期は30分番組も多かったが、やがて1時間番組が圧倒的となり、そして1977年7月からアメリカにおけるテレフィーチャーの隆盛を意識した『土曜ワイド劇場』がスタートして最初は1時間半番組でまもなく2時間番組となり、ここから2時間ドラマの時代が登場する。
しかし、日本はアメリカのようにテレビ局と映画会社が棲み分けして、放映と劇場公開をリンクするTVムービーのようなシステムはできなかった。毎週放映のシリーズであれ、ミニシリーズであれ、単発の2時間ドラマであれ、テレビ局と映画会社の共同製作でテレビ放映で完結することで、あくまでテレビ映画であった。
そしてやがてフィルムがビデオに変わり、テレビ映画がテレビドラマに変わっていった。テレビ映画とビデオ撮影のドラマが併存していた時代には、後者をスタジオドラマと呼び分けていた。これは、初期のビデオカメラが感度の関係で野外撮影を苦手とし、スタジオ収録場面の比率が非常に高かった（野外場面のみフィルムを用いるケースもあった）ためである。
1990年代に入り、VTRの機能と性能が充実してくると、現像や焼付けの処理が必要なフィルムを使ったテレビ映画はほとんど作られなくなり、映画会社のテレビ部門も撮影にビデオカメラを使うようになった。また、映画会社もレンタルビデオ店向けのオリジナルビデオを製作するようになった。そしてビデオでも高画質なハイビジョン撮影機材やビデオでフィルム風の表現ができるHD24Pも登場し、フィルムとともにテレビ映画は死語になっていった。長らくフィルム撮影を続けたのがスーパー戦隊シリーズだったが、2008年の『炎神戦隊ゴーオンジャー』を最後にデジタルビデオカメラ撮影に移行した。

### テレビと映画の関係
日本の場合は、アメリカほどテレビと映画の間でその役割や機能が明確に分けられている訳ではない。すでにテレビドラマが全てビデオカメラであり、フィルム撮影が映画であることと、映画製作はテレビ局と映画会社が入る製作委員会方式が主流になり、劇場公開後にテレビで放映し、さらにビデオ化して2次的・3次的利用を進める戦略を立てている。
そうすると、もはやテレビ映画というジャンルは現存しない、狭義に解釈すれば、テレビ創成期の1950年代から1980年代にかけてあったものであると見る向きもあり、アメリカでは2次利用が出来るTVムービーやミニシリーズを除くと、1950年代から1960年代まであったTVシリーズが歴史に残る「テレビ映画」のジャンルであったという見方が可能である。

## フィルムとビデオ
- フィルムによって撮影されたテレビ映画は、ビデオで撮影された作品に対して比較的古い年代の制作のものが現存しており、原版フィルムがほぼ全話保存されたものが多い。これは1960年代から1970年初めごろまでビデオテープは高価であり、VTR撮影された番組は上書き録画してテープを使い回すことが多かったことによる。
- 時代劇や特撮等を中心に、ビデオの画調よりも、かつてのフィルムのそれが好まれることもある。そのため、HD24Pなどに代表される映画用デジタルビデオで撮影されている例も少なくない。テレビ朝日・東映の『スーパーヒーロータイム』はHD24Pを早くから導入し、地方局でも北海道テレビが2008年からスペシャルドラマを制作するに当たって制作サイドのこだわりから[38]でHD24Pを使って撮影を行なっている[39]。